# آیلا دیکمن
آیلا دیکمن (به ترکی استانبولی: Ayla Dikmen) (۲۵ مارس ۱۹۴۴ کوتاهیا - ۲۰ آگوست ۱۹۹۰، ازمیر) خواننده سبک پاپ ترک بود.